# Спортски центар Гуангџоу
Спортски центар Гуангџоу (кин.: 广州体育馆; пинјин: Guǎngzhōu Tǐyùguǎn, енг.: Guangzhou Gymnasium) је затворена арена у Гуангџоу. Арена се користи као концертно место и место за спортске догађаје као што су фудбал, кошарка, бадминтон и стони тенис. Градња је почела 11. фебруара 1999. године, а отворен је 30. јуна 2001. године, са капацитетом од 10.000 седишта. Дизајнирао га је Пол Андреу.

## Значајнији догађаји
- Светско првенство у стоном тенису 2008.
- Судирман куп 2009.
- Азијске игре 2010.
- 2. јул 2011: Џолин Цаи (Певање — такмичење)
- 2. март 2012: Турнеја певача који имају највеће светских хитове
- 30. јун 2012: Шинва Гранд Тур у Кини: повратни концерт јужнокорејског дечијег бенда Шинва, након четворогодишње паузе због обавезног војног рока[1]
- 20. април 2013: Шов Ло - Шоу 2013 (Певање — такмичење)
- 18. јун 2016: Наступ бенда Гот7 (турнеја)
- 19. октобар — 22. октобар : Четвртфинале Светског првенства Лиге легенди
- Светско првенство у кошарци 2019. Група Ц